# Tipula guizhouensis
Tipula guizhouensis är en tvåvingeart som beskrevs av Yang, Gao och Young 2006. Tipula guizhouensis ingår i släktet Tipula och familjen storharkrankar. Inga underarter finns listade i Catalogue of Life.